# کوه اطلس
کوه اطلس (انگلیسی: Mount Atlas) (۷۲°۴۴′ جنوبی ۱۶۵°۳۰′ شرقی / ۷۲٫۷۳۳°جنوبی ۱۶۵٫۵۰۰°شرقی) مخروط آتشفشانی خاموش در سمت شمال شرقی کوه پیلیونز در پلایادز، سرزمین ویکتوریا در جنوبگان است. نام این عارضه جغرافیایی به همراه کوه پلیونز توسط کمیته نام مکان‌های قطب جنوب نیوزلند انتخاب شده. این نام از اطلس در اساطیر یونانی است. این کوه در ساحل پنل، بخشی از قطب جنوب واقع در بین دماغه ویلیامز و دماغه ادر قرار گرفته.